# Спорівське озеро
Спорівське озеро (біл. Спораўскае возера) — озеро на межі Березівського району і Дорогичинського району Берестейської області Білорусі, знаходиться в 26 км на південний схід від міста Берези, поблизу села Спорів у Спорівському заказнику, неподалік від Спорівських боліт.

## Географія
Площа дзеркала 11,4 км2 (за іншими даними 11,1 км2), довжина 5,5 км, найбільша ширина близько 3 км, максимальна глибина 1,5-2 м (непостійна), довжина берегової лінії близько 19,2 км. Обсяг води близько 11 млн. м3, площа водозбору близько 3000 км2.
Спорівське озеро відноситься до басейну ріки Ясельди (ліва притока Прип'яті), яка протікає через нього. Озеро евтрофне. Входить до складу республіканського Спорівського біологічного заказника. Місцевість рівнинна (місцями слабохвиляста), низинна, здебільшого заболочена, майже безлісна, важкодоступна (крім північного заходу), на півночі вкрита мережею меліоративних каналів. Озеро облямовано обширною заболоченою заплавою, порослою водно-болотною рослинністю і рідким чагарником, що межує з ділянками заболочених лук. Береги низькі, заболочені, торф'янисті (на північному заході і частково на півночі піщані), місцями зарослі чагарником. Мілководдя велике, уздовж берегів піщане і піщано-мулисте, глибше дно встелене сапропеллю. Уздовж берегів смуги комишу, очерету і рдесника шириною до 500 м. Майже повністю заросле підводною рослинністю. На озері є кілька невеликих островів, повністю зарослих рідколіссям і чагарниками, існування більшості з них залежить від рівня води (щорічне коливання до 1 м). Впадають 2 струмка. На півдні впадає річка Плеса. На півночі каналами пов'язане з обширною системою меліоративних каналів і через неї з озером Чорним. В озері мешкають карась, лин, короп, щука, лящ, плоскирка, минь, в'язь, краснопірка і інша риба.
На прилеглій території заборонені облаштування туристичних таборів, розведення багать, стоянка автомобілів в місцях, не призначених для цих цілей; рух механізованого транспорту поза дорогами, крім машин, які виконують сільсько- та лісогосподарські роботи. На південно-західному березі озера розташована агросадиба "Спорівська" (катер, водні лижі, політ на парашуті за катером). На болотному острові між непрохідним болотом, Спорівським озером і Ясельдою розташована агросадиба "Залишитися в живих", призначена для екстремального відпочинку. У районі озера відзначений рідкісний вид рослини, занесений до Червоної книги Республіки Білорусь — зозулині черевички. Також на озері відзначено гніздування рідкісного птаха, занесеної до Червоної книги Республіки Білорусь - гоголя звичайного.
Місцева фауна представлена:
- 20 видами ссавців;
- 112 видами птахів (з яких 17 занесені до Червоної книги Республіки Білорусь);
- 6 видами плазунів;
- 8 видами земноводних.

## Цікаві факти
Спорівське озеро — це найбільше в Європі місце проживання очеретянки прудкої.